# Xanthoidea
Die Xanthoidea sind eine Überfamilie der Krabben mit etwa 660 Arten und damit eine der artenreichsten Überfamilien der Krabben.

## Merkmale
Der Carapax ist meist sechseckig und breiter als lang und die Rückenregionen meist deutlich abgegrenzt. Der vorn- und hinten-seitliche Rand sind deutlich abgesetzt, ersterer meist deutlich länger als letzterer. Der vorn-seitliche Rand trägt zwei bis sechs Zähne, Dornen oder Lappen. Der Stirnrand ist zweilappig mit einer axialen Einkerbung, etwas hervorragend und relativ eng. Die beiden Scherenbeine (Chelipeden) sind ungleich groß oder ihre Scheren ungleich, sie sind deutlich kräftiger als die Schreitbeine. Die Finger sind spitz oder löffelartig. Das thorakale Sternum ist meist relativ schmal. Im Bereich des Pleons der Männchen sind das dritte bis fünfte Segment verschmolzen, bei Weibchen sind alle Somiten separiert. Die Geschlechtsöffnung der Männchen liegt coxal (Xanthidae) oder coxal bis coxo-sternal (Panopeidae, Pseudorhombilidae), die Vulva sternal. Das erste Gonopodium ist unterschiedlich gestaltet und am Ende oft mit langen Borsten besetzt, die manchmal kräftig und dornenartig sind. Das zweite Gonopodium hat nur etwa ein Viertel der Länge des ersten.

## Systematik
Die innere Systematik ist in jüngerer Zeit mehrfach revidiert worden. Davie et al. (2015) wiesen vier Familien aus, inzwischen kamen drei weitere Familien hinzu.
- Antrocarcinidae Ng & Chia, 1994
- Garthiellidae Mendoza & Manuel-Santos, 2012
- Linnaeoxanthidae Števčić, 2005
- Nanocassiopidae Števčić, 2013
- Panopeidae Ortmann, 1893
- Pseudorhombilidae Alcock, 1900
- Xanthidae MacLeay, 1838